# Rhyacophila pacifica
Rhyacophila pacifica är en nattsländeart som beskrevs av Banks 1895. Rhyacophila pacifica ingår i släktet Rhyacophila och familjen rovnattsländor. Inga underarter finns listade i Catalogue of Life.